# Гродеково (Анучинский район)
В Приморском крае также есть железнодорожные станции Гродеково и Гродеково II.
Гроде́ково — село в Анучинском районе Приморского края. Входит в состав Анучинского сельского поселения.

## Этимология
Названо в честь Николая Ивановича Гродекова (1843—1913), Приамурского генерал-губернатора.

## География
Расположено на правом берегу реки Муравейка. Расстояние до районного центра Анучино — около 23 км, до Ауровки (вниз по реке Муравейка) — около 11 км.
От Гродеково на восток идёт дорога к селу Муравейка, а между Гродеково и селом Муравейка на юг отходит дорога к селу Еловка.

## Население
| 1912 | 1915 | 2001 | 2002 | 2010 |
| ---- | ---- | ---- | ---- | ---- |
| 136  | ↗222 | ↗360 | ↘301 | ↘278 |

## Улицы
| - ул. 70 лет Октября, - ул. Озёрная, - ул. Партизанская, - ул. Центральная, | - пер. Лесной, - пер. Советский, - пер. Таёжный. |

## Экономика
Жители занимаются сельским хозяйством.

## Известные уроженцы
- Арсентьев, Александр Геннадьевич (род. 1952) — советский и российский скульптор.